# Кому это надо?
«Кому это надо?» — песня российского музыкального продюсера и видеоблогера Slava Marlow, выпущенная 14 мая 2021 года на лейбле Atlantic Records Russia.

## Предыстория
6 февраля Артём опубликовал в Instagram короткий отрывок предстоящей песни (загружено на YouTube). 14 мая в этом же аккаунте было опубликовано небольшое видео с фрагментом песни, а в описании говорилось, что она вышла.

## Отзывы
InterMedia говорит, что артист «размышляет» на тему ценности любви и денег.

## Обложка
На обложке изображён Land Rover Range Rover четвёртого поколения, который Артём приобрёл в феврале за 12 миллионов рублей. Логотип, изображённый на решётке авто, является пародией на логотип Land Rover с псевдонимом битмейкера.

## Чарты
| Чарт                   | Высшая позиция |
| ---------------------- | -------------- |
| Армения (iTunes)       | 13             |
| Испания (iTunes)       | 82             |
| Казахстан (iTunes)     | 29             |
| Латвия (Spotify)       | 25             |
| Россия (Apple Music)   | 1              |
| Россия (BOOM)          | 7              |
| Россия (iTunes)        | 88             |
| Россия (Spotify)       | 1              |
| Россия (ВКонтакте)     | 7              |
| Россия (Яндекс.Музыка) | 14             |
| Украина (Apple Music)  | 5              |
| Украина (Spotify)      | 2              |
| Эстония (Spotify)      | 50             |

| Чарт                 | Высшая позиция |
| -------------------- | -------------- |
| Латвия (Spotify)     | 33             |
| Россия (Apple Music) | 2              |
| Россия (Spotify)     | 4              |
| Украина (Spotify)    | 5              |
| Эстония (Spotify)    | 59             |